# Gene Davis (pittore)
Gene Davis (Washington, 22 agosto 1920 – Washington, 6 aprile 1985) è stato un pittore statunitense.

## Biografia
Laureatosi alla McKinley High School nel 1938, dopo una breve carriera come giornalista iniziò l'attività artistica nel 1949, aprendo il suo primo studio a Washington nel quartiere Scott Circle, per poi trasferirsi nella Pennsylvania Avenue. Realizzò la sua prima mostra personale al Dupont Theatre Gallery nel 1952 e l'anno successivo espose all'Università Cattolica d'America.
Dopo dieci anni partecipò alla mostra "Washington Color Painters" presso la Washington Gallery of Modern Art di Washington e in altre sedi della galleria. Nello stesso periodo aderì alla Washington Color School, movimento artistico attivo tra gli anni '50 e gli anni '70 del XX secolo, costituito da espressionisti astratti. 
Davis è conosciuto principalmente per i suoi dipinti acrilici su tela raffiguranti bande verticali colorate, che iniziò a realizzare dal 1958. Uno dei suoi dipinti più noti, il Black Grey Beat del 1964 è esposto presso lo Smithsonian American Art Museum. Nel 1972 realizzò Franklin's Footpath, che era la più grande opera d'arte dell'epoca, dipingendo strisce colorate sulla strada di fronte al Philadelphia Museum of Art a Filadelfia e nel 1979 realizzò Niagara, a Lewiston, comune della Contea di Niagara. Quest'opera misurava 43.000 piedi quadrati ed era il dipinto più grande del mondo.

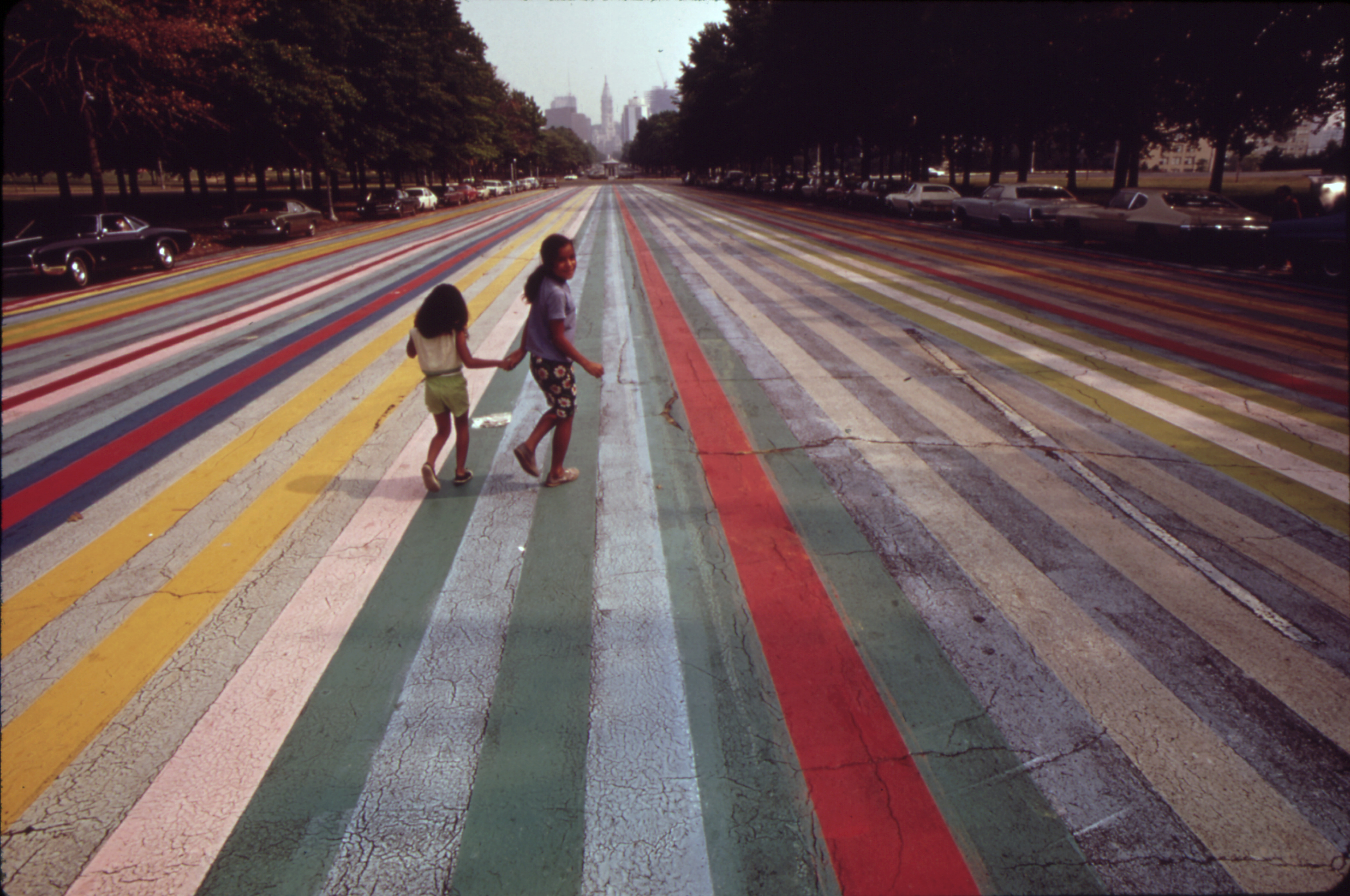
Franklin's Footpath, Filadelfia.

Nel 1984 venne incaricato dal Muscarelle Museum of Art del College di William e Mary a Williamsburg in Virginia di creare un modello cromatico per il Solar Wall, una struttura installata sulla parete sud dell'edificio. La struttura era costituita da molti tubi di plexiglas pieni d'acqua che, riscaldati dal sole, cedevano calore all'interno. Sulla base del modello realizzato da Davis venne colorata l'acqua all'interno dei tubi, poi retroilluminati da luci fluorescenti. 
Davis svolse anche l'attività di insegnante dal 1966 alla Corcoran School of the Arts and Design presso la George Washington University. Molte delle sue opere sono esposte presso la Corcoran Gallery of Art, al Solomon R. Guggenheim Museum di New York, al Phillips Collection, al Walker Art Center di Minneapolis e al Smithsonian American Art Museum.